# Хоруженко, Алла Юрьевна
Алла Юрьевна Хоруженко (урожд. Аграновская; 1 апреля 1962, Харьков) — украинская, позже голландская шашистка. Чемпионка СССР по стоклеточным шашкам (1-2 место с Шаус) — 6-й чемпионат (Вильнюс, 1980), серебряный призёр — 14-й (Благовещенск, 1988). Пятикратная чемпионка Украины, чемпионка Белоруссии по стоклеточным шашкам среди женщин (1991). Мастер спорта СССР (1977).
Проживает в Нидерландах.

## Образование
Шашками начала заниматься в 1973 году в кружке при Доме пионеров Орджоникидзевского района Харькова.
- 1969—79, школа № 15, Харьков
- 1979—1984, ХИРЭ, сейчас Харьковский национальный университет радиоэлектроники[4]

## Семья
Муж — Александр Пресман (международный гроссмейстер). «Замужество не обязательно перечеркивает шашечную карьеру».